# Lliga catalana d'hoquei sobre patins en línia masculina
La Lliga catalana d'hoquei sobre patins en línia masculina és una competició esportiva de clubs catalana d'hoquei sobre patins en línia, creada l'any 1994. De caràcter anual, està organitzada per la Federació Catalana d'Hoquei Patins. Es disputa en format de lligueta a doble volta, on el primer classificat és considerat campió de la Lliga.
L'esport, procedent dels Estats Units, es donà a conèixer arran de la celebració dels Jocs Olímpics de Barcelona 1992. Els primers partits amistosos se celebraren de forma improvisada a les places de la Vila Olímpica. Degut a la seva creixent popularitat, el 1994 s'organitzà la primera Lliga catalana, considerada la primera competició d'hoquei sobre patins en línia a l'Estat espanyol. Hi participaren l'Hoquei Club Rubí Cent Patins, l’Igualada Hoquei Línia, el CH Premià, el Sant Just Barovari, el Boston Pizza Rollerblade i el Bauer de Barcelona, entre d'altres. Poc després, a la mateixa temporada es creà Campionat d'Espanya, on els equips catalans foren els primers dominadors.

## Historial
| En negreta = Equip guanyador (1) = Nombre de campionats (prò.) = Pròrroga (p.) = Penals Nota: Noms dels equips segons l'època |

| Edició | Temp.   | Data       | Campió                       | Resultat | Finalista                      | Seu                                   | refs        |
| ------ | ------- | ---------- | ---------------------------- | -------- | ------------------------------ | ------------------------------------- | ----------- |
| I      | 1994-95 | N/D        | Boston Pizza Rollerblade (1) |          | CHL Premià                     | N/D                                   | [ 3 ] [ 4 ] |
| II     | 1995-96 |            | CHL Premià (1)               |          |                                |                                       | [ 2 ]       |
| III    | 1996-97 |            | CHL Premià (2)               |          |                                |                                       | [ 2 ]       |
| IV     | 1997-98 |            |                              |          | CHL Premià                     |                                       |             |
| V      | 1998-99 |            | HL Igualada (1)              |          |                                |                                       |             |
| VI     | 1999-00 |            | HL Igualada (2)              |          |                                |                                       |             |
| VII    | 2000-01 |            |                              |          |                                |                                       |             |
| VIII   | 2001-02 |            |                              |          |                                |                                       |             |
| IX     | 2002-03 | 23-02-2003 | CHL Premià (3)               | 8-5      | CHL l'Escala                   | Pavelló de Premià de Mar              | [ 5 ]       |
| X      | 2003-04 |            |                              |          | CHL Premià                     |                                       |             |
| XI     | 2004-05 |            |                              |          |                                |                                       |             |
| XII    | 2005-06 |            |                              |          |                                |                                       |             |
| XIII   | 2006-07 |            |                              |          | CHL Premià                     |                                       |             |
| XIV    | 2007-08 |            |                              |          | CHL Premià                     |                                       |             |
| XV     | 2008-09 |            | HC Rubí Cent Patins (1)      |          |                                |                                       |             |
| XVI    | 2009-10 |            | HC Rubí Cent Patins (2)      |          |                                |                                       |             |
| XVII   | 2010-11 |            | HC Rubí Cent Patins (3)      |          |                                |                                       |             |
| XVIII  | 2011-12 |            |                              |          |                                |                                       |             |
| XIX    | 2012-13 |            | HC Rubí Cent Patins (4)      |          |                                |                                       |             |
| XX     | 2013-14 |            | HC Rubí Cent Patins (5)      |          |                                |                                       |             |
| XXI    | 2014-15 |            |                              |          |                                |                                       |             |
| XXII   | 2015-16 |            | HC Rubí Cent Patins (6)      |          |                                |                                       |             |
| XXIII  | 2016-17 |            | HC Rubí Cent Patins (7)      | 5-0      | CH Jujol-Jokers                | Pavelló Francesc Calvo, Rubí          | [ 6 ]       |
| XXIV   | 2017-18 |            | CHL Jujol (1)                | 7-4      | CP Castellbisbal               | Pavelló Illa Esportiva, Castellbisbal |             |
| XXV    | 2018-19 |            | HC Rubí Cent Patins (8)      |          |                                | Pavelló Francesc Calvo, Rubí          |             |
| XXVI   | 2019-20 | N/D        | HC Rubí Cent Patins (9)      | lligueta | CE Barcelona Tsunamis          | N/D                                   |             |
| XXVII  | 2020-21 | N/D        | HC Rubí Cent Patins (10)     | lligueta | CHL Uroloki AESA               | N/D                                   |             |
| XXVII  | 2021-22 | 28-05-2022 | CHL Uroloki AESA B (1)       | 5-2      | HC Rubí Cent Patins            | Pavelló Francesc Calvo, Rubí          | [ 7 ]       |
| XXVIII | 2022-23 | 06-06-2023 | HC Rubí Cent Patins (11)     | 4-1      | Muralla Òptica SAB Tucans Asme | Pista ASME La Pau, Barcelona          | [ 8 ]       |